# Фридонија (Кентаки)
Фридонија (енгл. Fredonia) град је у америчкој савезној држави Кентаки.

## Демографија
По попису из 2010. године број становника је 401, што је 19 (-4,5%) становника мање него 2000. године.
| Група             | 2000.       | 2010.       |
| Белци             | 402 (95,7%) | 387 (96,5%) |
| Афроамериканци    | 15 (3,6%)   | 10 (2,5%)   |
| Азијати           | 0 (0,0%)    | 0 (0,0%)    |
| Хиспаноамериканци | 2 (0,5%)    | 1 (0,2%)    |
| Укупно            | 420         | 401         |